# Bicrisia robertsonae
Bicrisia robertsonae är en mossdjursart som beskrevs av Soule, Soule och Chaney 1995. Bicrisia robertsonae ingår i släktet Bicrisia och familjen Crisiidae. Inga underarter finns listade i Catalogue of Life.